# Paradiestrammena
Paradiestrammena is een geslacht van rechtvleugeligen uit de familie grottensprinkhanen (Rhaphidophoridae). De wetenschappelijke naam van dit geslacht is voor het eerst geldig gepubliceerd in 1919 door Lucien Chopard.

## Soorten
Het geslacht Paradiestrammena omvat de volgende soorten:
- Paradiestrammena autumnalis Gorochov, 1994
- Paradiestrammena contumi Gorochov, 2002
- Paradiestrammena enata Gorochov, 2002
- Paradiestrammena gravelyi Chopard, 1916
- Paradiestrammena maculata Chopard, 1916
- Paradiestrammena mistshenkoi Gorochov, 1998
- Paradiestrammena sarawakana Chopard, 1940
- Paradiestrammena storozhenkoi Gorochov, 1998
- Paradiestrammena tarbinskyi Gorochov, 1998
- Paradiestrammena vernalis Gorochov, 1998
- Paradiestrammena vitalisi Chopard, 1919